# Idaea damnata
Idaea damnata là một loài bướm đêm trong họ Geometridae.